# Slovenská mužská basketbalová reprezentace
Slovenská mužská basketbalová reprezentace reprezentuje Slovensko v mezinárodních soutěžích v basketbalu. Hraje pod záštitou Slovenské basketbalové asociace. Slovensko se stalo členem Mezinárodní basketbalové federace v roce 1993, do té doby hráli slovenští hráči za československou reprezentaci. Ve světovém žebříčku FIBA byl tým v únoru 2019 na 75. místě. V letech 2005 až 2011 hráli Slováci Eurobasket Divize B. Hlavním trenérem je od roku 2019 Žan Tabak z Chorvatska.

## Mistrovství světa
| Rok/pořádající země                   | Účast                           |
| ------------------------------------- | ------------------------------- |
| MS 1994 Kanada                        | Ne                              |
| MS 1998 Řecko                         | Ne                              |
| MS 2002 USA                           | Ne                              |
| MS 2006 Japonsko                      | Ne                              |
| MS 2010 Turecko                       | Ne                              |
| MS 2014 Španělsko                     | Ne                              |
| MS 2019 Čína                          | Ne                              |
| MS 2023 Filipíny, Japonsko, Indonésie |                                 |
| Celkem                                | Účast – 0× · – 0× · – 0× · – 0× |

## Mistrovství Evropy
| Rok/pořádající země                            | Účast                           |
| ---------------------------------------------- | ------------------------------- |
| ME 1993 Německo                                | Ne                              |
| ME 1995 Řecko                                  | Ne                              |
| ME 1997 Španělsko                              | Ne                              |
| ME 1999 Francie                                | Ne                              |
| ME 2001 Turecko                                | Ne                              |
| ME 2003 Švédsko                                | Ne                              |
| ME 2005 Srbsko a Černá Hora                    | Ne                              |
| ME 2007 Španělsko                              | Ne                              |
| ME 2009 Polsko                                 | Ne                              |
| ME 2011 Litva                                  | Ne                              |
| ME 2013 Slovinsko                              | Ne                              |
| ME 2015 Chorvatsko, Francie, Lotyšsko, Německo | Ne                              |
| ME 2017 Finsko, Izrael, Rumunsko, Turecko      | Ne                              |
| ME 2022 Česko, Gruzie, Německo, Itálie         | Ne                              |
| Celkem                                         | Účast – 0× · – 0× · – 0× · – 0× |

## Olympijské hry
| Rok/pořádající země | Účast                           |
| ------------------- | ------------------------------- |
| Atlanta 1996        | Ne                              |
| Sydney 2000         | Ne                              |
| Atény 2004          | Ne                              |
| Peking 2008         | Ne                              |
| Londýn 2012         | Ne                              |
| Rio de Janeiro 2016 | Ne                              |
| Tokio 2020          | Ne                              |
| Celkem              | Účast – 0× · – 0× · – 0× · – 0× |